# Кошмар (рассказ)
«Кошмар» — рассказ Антона Павловича Чехова. Написан в 1886 году, впервые опубликован в 1886 году в газете «Новое время» № 3621 от 29 марта с подписью «Ан. Чехов».

## Публикации
Рассказ А. П. Чехова «Кошмар» написан в 1886 году, впервые опубликован в 1886 году в газете «Новое время» № 3621 от 29 марта с подписью «Ан. Чехов», в 1887 году печатался в сборнике «В сумерках», вошёл в издание А. Ф. Маркса.
После выхода рассказа в газете «Новое время» было напечатано письмо читателя с подписью «Врач», который подтверждал описанную в рассказе нищету сельской интеллигенции: «В рассказе г. Чехова „Кошмар“ говорится о докторше, которая сама полощет белье. Вам, вероятно, это показалось странным. Но врачей это не может удивлять. Все видят казовую, внешнюю сторону, все знают об этих 3-х руб., 5-ти руб., которые приходится платить за визиты, и никто не хочет знать обратной стороны. Врач эксплуатируется всеми и повсюду <…> и формула: жена попа без рубахи, а жена врача полощет бельё на речке — не есть исключение, а правило для России».
При жизни Чехова рассказ печатался на финском языке.

## Персонажи
- Павел Михайлович Кунин, молодой человек, лет тридцати, член присутствия по крестьянским делам, почетный мировой судья, член училищного совета.
- Отец Яков Смирнов, священник села Синьково, 28 лет, женат, растит сына Андрея.

## Сюжет
Действие рассказа происходит в селе Борисово. Сюда из Петербурга приехал на время «член по крестьянским делам присутствия» Павел Михайлович Кунин. Кунин позвал к себе местного священника Якова и рассказал ему, что предводитель Егор Дмитриевич предложил ему взять под попечительство церковно-приходскую школу, которая открывается в Синькове. Кунин принял это предложение. Однако средств на открытие школы не было ни у него ни у священника. Тогда Кунин стал думать, где бы достать деньги. Пока он думал вслух, отец Яков занимался чаепитием. Глядя на него, Кунин думал: «Какой странный, дикий человек! Грязен, неряха, груб, глуп и, наверное, пьяница… Боже мой, и это священник, духовный отец! Это учитель народа!»
В воскресенье Кунин поехал в Синьково посмотреть на церковь. Она была в ветхом состоянии. В разговоре в храме с отцом Яковом он выяснил, что того мало интересует школа. Вечером он написал письмо архиерею, в котором просил денег на школу и охарактеризовал синьковского священника, как не удовлетворяющего требованиям для служителей церкви.
Через неделю к Кунину пришел отец Яков со списком учебных пособий, заодно он попросил взять его на работу писарем хотя бы за 10 рублей в месяц и при этом не бросать священство. Причиной этому был нужда в средствах и голод. Яков рассказал Кунину, в каком тяжелом он и его семья находятся положении, отчего вместо школы он думает только о еде. Когда священник ушёл, Кунин стал размышлять, хватает ли ему денег и как бы помочь священнику. Ему стало стыдно за написанный на отца Якова донос, за пустые траты денег в молодости. На этом и завершились его стремления к полезной деятельности.

## Критика
Критик К. К. Арсеньев писал: «В „Кошмаре“ прекрасно нарисован отец Яков, подавленный и униженный нуждою. Недоразумение, в которое он вводит „благонамеренного“ помещика, порывистая страстность, с которою он, наконец, решается обнажить свои язвы, позднее раскаяние Кунина, поторопившегося жалобой архиерею, — всё это производит потрясающее действие. Нигде, может быть, автор „Сумерек“ не возвышался до такого истинного драматизма».
П. Н. Краснов отмечал в рассказе отображение автором «хмурой» эпохи 80-х годов.
А. Ф. Бычков в отзыве о сборнике «В сумерках» отмечал социальную направленность рассказа.
Ф. Е. Пактовский рассматривал «Кошмар» как рассказ, в котором слышится «голос Ф. М. Достоевского с его любовью к „униженным и оскорблённым“». Анонимный рецензент журнала «Книжный вестник» сравнил содержание чеховского рассказа с повестью И. Н. Потапенко «На действительной службе», появившейся на страницах «Вестника Европы» в 1890 году.
А. А. Александров выразил мнение, что в рассказе «Кошмар» Чехов правдиво, тепло и «с глубоким сочувствием изобразил крайне тяжелое положение простого, доброго, но забитого и подавленного страшной нуждой молодого деревенского священника. В то же время он сумел не увлечься и не бросить с беспощадной жестокостью камня в Кунина, непременного члена присутствия по крестьянским делам <…> Автор не казнил его с излишней беспощадностью, не изобразил в слишком мрачных красках, а только, после того как тот узнал и понял, наконец, истинное положение вещей, наполнил всю его душу „чувством гнетущего стыда перед самим собой и перед невидимой правдой“…».